# Коллибия кудрявая
Колли́бия кудря́вая (коллибия усиковая) (лат. Collybia cirrhata) — гриб рода коллибия семейства рядовковых, растущий на остатках грибов. Широко распространен в Северном полушарии. Не считается ядовитым, но в пищу не используется из-за незначительного размера. В отличие от других видов рода коллибия не имеет склероция в основании ножки.
Научные синонимы:
- Agaricus amanitae Batsch, 1786
- Agaricus amanitae subsp. cirrhatus Pers., 1800
- Agaricus cirrhatus Schumach., 1803 basionym
- Sclerotium truncorum (Tode) Fr., 1822
- Microcollybia cirrhata  (Schumach.) Georges Métrod, 1952
- Microcollybia cirrhata  (Schumach.) Lennox, 1979
- Collybia amanitae (Batsch ) Kreisel, 1987[1].

## История и этимология названия
Вид впервые описан в научной литературе Августом Бачем в 1786 году как Agaricus amanitae. Название
Agaricus amanitae subsp. cirrhatus предложенное Х.Г. Персоном в 1800 году, считается синонимом. Позднее таксономическая комбинация, основанная на этом видовом эпитете - Collybia amanitae - использована Хансом Крейзелем в 1987 году. Однако он помечает эту комбинацию как "ined.", то есть он полагает название недействительным (невалидным) в соответствии со статьей 34.1 Кодекса ботанической номенклатуры, которая утверждает: "Название не считается действительно опубликованным ... если оно не принимается автором оригинальной публикации".
Agaricus cirrhatus, первое валидное название, опубликовано в 1803 году Г.Х. Ф. Шумахером. Французский миколог Л. Келе в 1879 году перенёс этот вид в род Collybia, в результате чего появилось современное биноминальное сочетание. В 1952 году вид был перенесен в род Microcollybia (микроколлибия). На основании того, что эта новая комбинация была nomen nudum (не сопровождена описанием и поэтому не валидна), Леннокс в 1979 повторно опубликовал название Microcollybia cirrhata. Однако позднее род Microcollybia был включен в род Collybia.
Видовой эпитет происходит от латинского "cirrata", означающего "курчавый, завитой". Ч. Пек называл эту коллибию "fringed-rooted" - "корнебахромчатой".

## Филогения
Схема филогенетических отношений Collybia cirrhata и близких к ней видов на основании молекулярного анализа рибосомальной РНК

|  | \| \| Collybia tuberosa \| \| \| \| \| \| Collybia cookei \| \| \| \| |
|  |                                                                       |
|  | Collybia cirrhata                                                     |
|  |                                                                       |
|  | Collybia tuberosa                                                     |
|  |                                                                       |
|  | Collybia cookei                                                       |
|  |                                                                       |

|  | Collybia tuberosa |
|  |                   |
|  | Collybia cookei   |
|  |                   |

|  | \| \| Collybia tuberosa \| \| \| \| \| \| Collybia cookei \| \| \| \| |
|  |                                                                       |
|  | Collybia cirrhata                                                     |
|  |                                                                       |
|  | Collybia tuberosa                                                     |
|  |                                                                       |
|  | Collybia cookei                                                       |
|  |                                                                       |

|  | Collybia tuberosa |
|  |                   |
|  | Collybia cookei   |
|  |                   |

|  | \| \| Dendrocollybia racemosa \| \| \| \| \| \| Clitocybe connata \| \| \| \| |
|  |                                                                               |
|  | Hypsizygus ulmarius                                                           |
|  |                                                                               |
|  | Lepista nuda                                                                  |
|  |                                                                               |
|  | Dendrocollybia racemosa                                                       |
|  |                                                                               |
|  | Clitocybe connata                                                             |
|  |                                                                               |

|  | Dendrocollybia racemosa |
|  |                         |
|  | Clitocybe connata       |
|  |                         |

|  | \| \| Collybia tuberosa \| \| \| \| \| \| Collybia cookei \| \| \| \| |
|  |                                                                       |
|  | Collybia cirrhata                                                     |
|  |                                                                       |
|  | Collybia tuberosa                                                     |
|  |                                                                       |
|  | Collybia cookei                                                       |
|  |                                                                       |

|  | Collybia tuberosa |
|  |                   |
|  | Collybia cookei   |
|  |                   |

|  | \| \| Collybia tuberosa \| \| \| \| \| \| Collybia cookei \| \| \| \| |
|  |                                                                       |
|  | Collybia cirrhata                                                     |
|  |                                                                       |
|  | Collybia tuberosa                                                     |
|  |                                                                       |
|  | Collybia cookei                                                       |
|  |                                                                       |

|  | Collybia tuberosa |
|  |                   |
|  | Collybia cookei   |
|  |                   |

|  | \| \| Dendrocollybia racemosa \| \| \| \| \| \| Clitocybe connata \| \| \| \| |
|  |                                                                               |
|  | Hypsizygus ulmarius                                                           |
|  |                                                                               |
|  | Lepista nuda                                                                  |
|  |                                                                               |
|  | Dendrocollybia racemosa                                                       |
|  |                                                                               |
|  | Clitocybe connata                                                             |
|  |                                                                               |

|  | Dendrocollybia racemosa |
|  |                         |
|  | Clitocybe connata       |
|  |                         |

Молекулярно-филогенетический анализ показывает, что C. cirrhata образует монофилетическую группу с двумя другими видами рода Collybia в его узком понимании: Collybia tuberosa и Collybia cookei. Поскольку C. cirrhata единственный из трех видов этой клады не имеет склероциев в основании ножки, то этот признак можно считать автапоморфией (autapomorphy) — то есть уникальным и характерным для единственного терминального вида внутри монофилетической ветви.

## Описание

### Основное

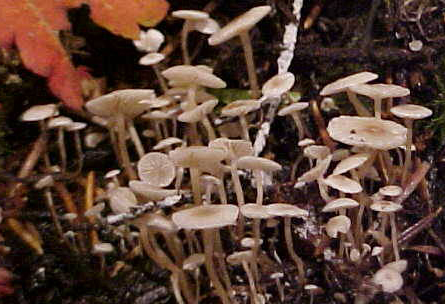
Плодовые тела коллибии кудрявой обычно появляются большими скоплениями на разлагающихся грибах

Шляпка выпуклая вначале с возрастом становится плоской или слегка вогнутой в центре, достигая диаметра 3-11 мм. Край шляпки сначала подвёрнут или загнут внутрь, но затем выпрямляется. Поверхность шляпки сухая или влажная, может быть гладкой или покрытой тонкими беловатыми волосками, с просвечивающимися бороздками по краям шляпки. Шляпка почти гигрофанная (меняющая цвет в зависимости от влажности): обычно белая или слегка розоватая, влажная или старая становится серовато-оранжевой.
Мякоть беловатая, очень тонкая, без отчётливого вкуса или запаха.
Пластинки приросшие зубцом, слегка дуговидные. Число пластинок от 12 до 20, кроме того присутствуют короткие пластиночки. Пластинки тонкие, частые или умеренно редкие, от белого до розовато-коричневого цвета. Край пластинок окрашен так же как вся пластинка.
Ножка длиной 8-25 мм и до 2 мм в диаметре, ровная или слегка утолщающаяся книзу, гибкая, волокнистая, не ломкая; с возрастом становится полой. Поверхность ножки сухая, от беловатой до серовато-оранжевой, иногда с тонкими волосками в верхней части ножки, которые становятся грубее к основанию. Основание ножки часто несёт корнеподобные нити или опушено беловатым мицелиальным войлоком. В отличие от других видов рода не образует склероции в основании ножки.

### Микроскопические признаки
Споровый порошок — белый. Споры 4,8—6,4 × 2-2,8 (до 3,5) мкм, яйцевидные или эллипсоидные, при виде сбоку каплевидные. Гладкие, неамилоидные, ацианофильные (не реагируют с метиловым синим).
Базидии (клетки, несущие споры, расположенные на пластинках) почти булавовидные, 4-х споровые, 17.5–21 × 4.8–5.6 мкм. Цистидии отсутствуют.
Пластинки состоят из переплетающихся более-менее параллельных гладких неамилоидных гиф, диаметром 2.8–8.4 мкм. В мякоти шляпки над пластинками гифы ориентированы радиально, они также не амилоидные, 3.5–8.4 мкм в диаметре, гладкие, но с неравномерно утолщенными стенками.
Кутикула шляпки состоит из желатинизированного слоя гиф, лежащих параллельно поверхности шляпки. Гифы, составляющие этот слой 2.8–6.4 мкм в диаметре, гладкие, тонкостенные. Они покрыты рассеянными коротко мешковидными выростами. Поверхность ножки состоит из слоя параллельных вертикально ориентированных гиф 3.5–4.2 мкм в диаметре, гладких, слегка толстостенных, становящихся бледно-желтовато-коричневыми в растворе щёлочи. Каулоцистиды со многими перегородками 2.8–4.8 мкм в диаметре, гладкие, тонкостенные, почти цилиндрические. Пряжки присутствуют во всех тканях.

### Сходные виды
Collybia cirrhata можно спутать с другими видами рода Collybia, которые имеют сходный облик и экологию. Collybia tuberosa отличается наличием темного красновато-коричневого склероция, похожего на яблочное семя. Collybia cookei имеет сморщенный, часто неправильной формы склероций бледно-жёлтого или оранжевого цвета. Другие сходные виды, включая Baeospora myosura и виды рода Strobilurus, растут на сосновых шишках.

## Экология и распространение
Как и все остальные виды рода, C. cirrhata является сапротрофом. Обычно она растёт на разлагающихся, почерневших остатках других грибов. Случается, что плодовые тела находят на почве или во мху без видимой связи с разлагающимися грибами, хотя такие наблюдения, скорее всего, связаны с сильно разложившимися, погребёнными остатками грибов-хозяев. Известны следующие виды, на которых может расти коллибия кудрявая: крупные грузди и сыроежки, мерипилус гигантский и Bovista dermoxantha.
Collybia cirrhata встречается в лесной зоне, а также в горах и в районах с арктическим климатом в Евразии и Северной Америке.